# De Cock en tranen aan de Leie
De Cock en tranen aan de Leie  is het achtenveertigste deel van de boekenreeks De Cock van de Nederlandse auteur Appie Baantjer.

## Verhaal
Een warme septemberdag eindigt in een fikse regenbui. De rechercheurs De Cock en Vledder zitten hun avonddienst uit in het politiebureau aan de Warmoesstraat en merken verrast op dat een al jaren knipperende tl-balk is vervangen. Hun gezellige gesprek wordt verstoord door een mooie jonge vrouw Louise de Mirabello. Als De Cock niet meteen reageert op die naam legt de vrouw uit dat ze het enige kind is van de president van de Amsterdamse rechtbank. Ze komt melden dat haar vader na een dag van internationale besprekingen in Gent wordt vermist. Gewoonlijk is hij om 19.45 uur thuis uit Gent en nu is het al na 23.00 uur. Haar vader heeft telefoon in zijn auto en weet dat zijn dochter thuis aan de Herengracht op hem wacht. Op verzoek van De Cock belt Louise naar huis. Een vreemde mannenstem neemt volgens Louise de telefoon op. Er zit iets Limburgs of Brabants in die stem. De Cock besluit te gaan kijken. Onderweg in de politie-Golf vertelt Louise dat ze onlangs is gescheiden en weer bij haar vader woont, die weduwnaar is. Binnen vinden ze een opengebroken secretaire, waarin volgens Louise dreigbrieven uit Gent waren opgeborgen. Haar ex-man is officier van justitie Hugo de Goes, woonachtig in Blaricum. Vledder vindt op straat een sleutelbos, die Louise identificeert als die van haar vader. Ze brengen Louise weg naar een vriendin aan de Zuidelijke Wandelweg.
Ver na middernacht zijn de rechercheurs terug aan de Warmoesstraat, waar wachtcommandant Jan Kusters een dode man meldt op de Basisweg, vlak voorbij het gebouw van De Telegraaf. Het lijk ligt tussen de rails op een enkel spoor met een strop om zijn nek. Op de plaats delict vinden ze een keurig geklede man. Dick Vledder herkent vanaf de foto direct rechter De Mirabello. Politiefotograaf Bram van Wielingen waarschuwt De Cock dat hij met dit lijk veel gedonder zal krijgen. Lijkschouwer dokter Den Koninghe en rechercheur De Cock vermoeden allebei vergif als doodsoorzaak. Vanwege de wijde pupillen suggereert de schouwarts atropine. Een stevig karwei voor dokter Rusteloos bij de sectie. Bij zijn afscheid heeft Bram van Wielingen nog een tip voor De Cock uit de roddelbladen over deze rechter. De man van zijn dochter is gewikkeld in een buitenechtelijke affaire met een vrouwelijke delinquent. De Cock merkt bij hun vertrek op tegen Vledder dat de kleren van het lijk niet nat waren. Hij is elders vermoord.
De volgende ochtend komt De Cock zijn bekende halfuurtje te laat. Dick Vledder heeft dochter Louise reeds op de hoogte gebracht en commissaris Buitendam heeft De Cock al een half uur eerder ontboden. Deze keer neemt De Cock gedwee plaats op uitnodiging van zijn chef. Hij krijgt te horen dat de vermoorde rechter in opdracht van mevrouw de minister Lastensjouwer van Justitie besprekingen hield te Gent, inzake de internationale aanpak van de zware criminaliteit. Commissaris Buitendam gaat Europol inschakelen, waarop De Cock met lichte spot suggereert de Binnenlandse Veiligheidsdienst, de BVD, ook een kans te geven. De grijze rechercheur wordt de kamer uitgestuurd. Utrechtse Bertus, Bertus van Laar, meldt zich. In de bajes heeft hij een medegedetineerde leren kennen die aan bloedhekel aan de rechter had. Jos van Geesteren, De Stierennek, afkomstig uit Gent. Als Dick Vledder terug is van de sectie en De Cock de strop heeft overhandigd, meldt zich Hugo de Goes, Officier van justitie te Amsterdam. Hij komt als burger en niet als wetsdienaar. Hij wijst de rechercheurs op het enorme vermogen van de dode rechter, dat tientallen miljoenen guldens bedraagt. Hij heeft zijn ex-vrouw leren kennen als sluw en gewetenloos. Bovendien heeft ze enige jaren geleden een serieuze poging ondernomen om hem te vergiftigen. Na zijn vertrek geeft De Cock Vledder opdracht de echtscheidingsvoorwaarden van Louise en Hugo eens goed uit te zoeken. Vervolgens komt Louise weer naar het politiebureau. De ingeschakelde dactyloscopist Ben Kreuger heeft in een geheim laatje in de secretaire de dreigbrieven gevonden. De Cock confronteert haar meteen met de uitspraken van Hugo de Goes. Hugo en Louise blijken nog steeds niet echt gescheiden, dus zijn ze nog getrouwd in gemeenschap van goederen. Als sluitstuk komt Ben Kreuger persoonlijk langs. Hij heeft met jodiumdampen de brieven onderzocht en op vrijwel alle dreigbrieven de vingerafdrukken van de bekende crimineel Cornelis Houtman aangetroffen. Hij is destijds voor moord op zijn vrouw die voor hoer speelde door het politiebureau Singel aangehouden en door rechter De Mirabello veroordeeld. Cornelis schreef in zijn brieven over een strop om de vieze vette nek van de rechter.
De Cock gaat op bezoek bij de moeder van Cornelis aan de Bloemgracht. Laatstgenoemde vertelt dat Cornelis een vriend in Gent is gaan bezoeken. Na navraag komen de rechercheurs erachter dat Cornelis Houtman en Jos van Geesteren samen in de Bijlmerbajes hebben gezeten. Terug aan de Warmoesstraat meldt wachtcommandant Jan Kusters de komst van een Belg. Het is Lucas van Waveren van de gerechtelijke politie uit Gent. Hij noemt de rechercheur: 'De grote meester'. In Gent was hij belast met de bewaking van de rechters die vergaderden over de internationale criminaliteit. De laatste tijd gaf hij extra aandacht aan de Amsterdamse rechter, na een tip van zijn schoonzoon en officier van justitie De Goes. Nadat de Belg naar passend logies in Amsterdam is verwezen, heeft Vledder nieuws uit de Bijlmerbajes. De directie had Officier van justitie De Goes getipt dat de rechter gevaar liep. De Cock ontploft. Deze De Goes loog tegen hem over zijn huwelijk en houdt de criminele moordplannen op zijn schoonvader achter en beschuldigt en passant zijn vrouw van moord op haar vader. De Cock wil nu onmiddellijk naar zijn bungalow in Blaricum aan de Schapendrift nummer 17. Ter plekke kan De Cock de voordeur gewoon open duwen. Ze vinden met verwijde pupillen de bewoner op zijn rug op de grond met een strop om de nek. Op tafel staat een glas met rode wijn. Deze moord is verder een zaak voor de collega's van Gooi en Vechtstreek.
De volgende morgen heeft Dick Vledder officieus bericht dat de rechter aan atropine is bezweken. Zijn dochter Louise is spoorloos verdwenen. Maar Cornelis Houtman meldt zich. De Cock confronteert hem met zijn dreigbrieven, die hij voor de lol in Gent had laten posten. De officier van justitie noemt hij Pikkie De Goes. Hij verleidt vrouwelijke verdachten met lagere straffen in ruil voor seksuele diensten. Als De Cock hem vertelt dat de hij dood is noemt Cornelis spontaan Carmen Snowdonia. Ze weigerde seks met Pikkie De Goes en rechter De Mirabello gaf haar vervolgens een hoge straf voor het vergiftigen van haar man. In de discussie tussen Vledder en De Cock denkt laatstgenoemde dat ze nog wel voor verrassingen zullen komen te staan. Na de IRT-affaire en de commissie-Van Traa is bij politie en justitie alles mogelijk. Minister Lastensjouwer beschermde haar Pikkie De Goes. Om de vieze smaak weg te spoelen gaan de rechercheurs een cognackie halen bij Smalle Lowietje. De caféhouder kent op de Wallen wel een paar krachtige pooiers die een rekening met Pikkie De Goes hadden open staan. Een lagere eis na seksuele diensten werd door de rechter De Mirabello veelal meer dan gehonoreerd. De twee waren een bekend koppel. Lowie en De Cock hebben opeens wat minder zin om de moordenaar te vinden maar Lowie geeft nog wel een tip. Haagse Krelis is vorige week nog een bom duiten geboden om het duo koud te maken. De Cock besluit maar meteen door te lopen naar zijn huis in de Sint Annenstraat.
Haagse Krelis ofwel Cornelis Johannes de Vries kijkt de rechercheur verward aan. Maar De Cock windt hem om zijn vingers en beschuldigt hem van een omissiedelict. Toen hij geld kreeg aangeboden voor een huurmoord had hij na weigering de slachtoffers moeten waarschuwen. Krelis bekent dat er een jeugdliefde in het spel is. De bloedmooie Carmen Snowdonia, van wie Dick Vledder heeft opgezocht dat ze bij haar eerste moord ook atropine heeft gebruikt. De twee rechercheurs rijden vervolgens naar de Botermarkt te Gent, voor een ontmoeting met hun collega Lucas van Waveren. Ze brengen hem op de hoogte van de tweede moord in Nederland op de officier van justitie De Goes. Lucas vertelt dat minister Lastensjouwer nu zelf in de internationale commissie zit. Lucas vindt haar maar een bazig type. De twee Amsterdammers krijgen het vergadergebouw aan de Leie te zien. Met de parkeerplaatsen aan de Ketelvaart. Desgevraagd beschrijft hij de Gentenaar Jos van Geesteren als zeer gewelddadig; de stierennek. Het is al laat als ze aan de Warmoesstraat terugkomen. Wachtcommandant Jan Kusters zegt dat chef Buitendam de rechercheurs Appie Keizer en Fred Prins opdracht heeft gegeven om Cornelis Houtman te arresteren. Via mevrouw De Cock was Buitendam erachter gekomen dat de twee rechercheurs in Gent zaten. Ondanks het late tijdstip komt Buitendam terug naar kantoor. Hij wil De Cock de les lezen over zijn tocht naar Gent, maar de rechercheur slaat keihard terug. Een bezoek aan Gent was noodzakelijk omdat de rechter daar voor het laatst levend is gezien. En Cornelis Houtman is onschuldig en dit al voor de tweede keer. De directie van de Bijlmerbajes is in gebreke gebleven, volgens De Cock. Ze wisten al een maand van de moordplannen! De Cock zal het netjes gaan uitleggen aan Cornelis Houtman, maar zijn chef moet zich niet in zijn onderzoek mengen. De Cock wordt de kamer uitgestuurd.
Cornelis Houtman begrijpt het wel. Zijn dreigbrieven gecombineerd met het rapport van de Bijlmerbajes. Hij is trouwens nog naar Gent gereisd om Jos te bevragen. Desgevraagd zei Jos dat Cornelis toch graag zelf ook wilde dat de rechter werd gemold. De volgende morgen heeft commissaris Buitendam zich ziek gemeld. Appie en Fred dachten De Cock te helpen door Cornelis Houtman te arresteren en zijn een beetje sip nu wachtcommandant Jan Kusters hem vrij laat. Maar De Cock heeft goed naar Cornelis Houtman geluisterd. Die liet wel in het midden of Jos de rechter had vermoord maar zei ook: "Die stroppendrager liet me niet eens binnen". De Cock herinnerde zich dat Gentenaren stroppendragers worden genoemd. Het is een verwijzing naar de straf die Keizer Karel V ooit aan zijn geboortestad gaf. Na deze uitleg meldt Louise de Mirabello zich bij de rechercheurs. De Cock condoleert haar met de dood van haar man en Vledder gaat haar verhoren. Louise vertelt dat de huidige minister Lastensjouwer destijds procureur-generaal was in Amsterdam en Hugo de Goes heeft beschermd in zijn affaire met Carmen Snowdownia. Na een nutteloos gesprek met Hugo over hun echtscheiding leefde hij nog. Bij een bushalte zag Louise Carmen staan en bracht haar met haar auto naar een logeeradres aan de Koninginneweg te Hilversum. Carmen had alle begrip voor haar scheidingsplannen en zei dat er ook andere wegen zijn voor een snelle scheiding. De twee rechercheurs laten haar gaan naar haar woonhuis aan de Herengracht, maar ze moet zich voorlopig blijvend ter beschikking van de politie houden. Vlak daarna komt er telefoon uit Gent. De Nederlandse minister Lastensjouwer is dood in de Leie gevonden met een strop om haar nek. De Cock beseft dat ook het onderzoek van de moord in Gent aan hem voorbij zal gaan. Hij besluit aandacht te gaan besteden aan de enige anonieme dreigbrief uit de secretaire van rechter De Mirabello. Voor welke daad moest de rechter vergiffenis vragen? Dick Vledder zoekt het uit. Henri Casper van der Gouw misbruikte en vermoordde kinderen en kreeg een veel te lichte straf door deze rechter opgelegd.
Vledder en De Cock komen achter het juiste logeeradres van Carmen Snowdonia aan de Koninginneweg te Hilversum. De huur wordt betaald door ene Catharine van Ottersum, die haar man had vermoord. Catharine vertelt met tegenzin dat Carmen gisteren naar België is vertrokken. De Cock vraagt netjes toestemming aan Buitendam om de trein naar Gent te mogen nemen. Dick Vledder vertelt hij dat hij de strop om het hoofd van de minister persoonlijk wil aanschouwen. In Gent vertelt Lucas van Waveren dat mevrouw Lastensjouwer de vaste parkeerplaats had overgenomen van rechter De Mirabello. Jos van Geesteren gaf niet thuis te Gent en staat nu op de opsporingslijst. De Cock wijst zijn Gentse collega op de mogelijkheid van opnieuw atropine. Verder heeft hij een nieuwtje. Een Nederlandse psychiater wordt hoogleraar in de Verenigde Staten. Morgen vertrekt hij. Dat is nu juist de psychiater die in een geruchtmakend proces tegen kindermoordenaar Henri Casper van der Gouw laatstgenoemd gezond heeft verklaard. Terug in de trein nemen de twee rechercheurs de verdachten nog eens door. Louis van Waveren houdt het op Jos van Geesteren. Dick Vledder heeft Louise de Mirabello ingeruild voor Carmen Snowdonia. De Cock vindt al dat gewissel en gegok maar niets.
Deze keer hoeft De Cock geen val op te zetten. De moordenaar komt zelf naar de Zuidelijke Wandelweg, waar psychiater Jan-Willem de Vries woont. Hij zou morgen naar de Verenigde Staten vertrekken. Appie Keizer en Fred Prins mogen meehelpen de moordenaar te pakken. Jan-Willem heeft de uitdrukkelijke instructie de voordeur nooit open te doen. Gedrieën arresteren Appie, Fred en Dick de verdachte. Het is hun collega uit Gent Lucas van Waveren. Fred Prins toont een plastic tas met een voorgeknoopte strop.
Thuis legt De Cock het helemaal uit aan de drie collega's. Bij het doornemen van het omvangrijke dossier van meervoudig kindermoordenaar Caspar van der Gouw werd het De Cock volledig duidelijk. Want pas laat ging de speurder over van de talrijke dreigbrieven van Cornelis Houtman op die ene anonieme brief, waarin de rechter gevraagd werd in het openbaar vergiffenis te vragen voor zijn te milde vonnis van Henri Casper van der Gouw. De stroppen verwezen naar Gent, naar de Concessio Carolina. In 1540 stond de strop in Gent niet alleen symbool voor straf maar ook voor een eis tot vergiffenis. Henri Casper werd mild gestraft en kwam via een te begrijpende psychiater Jan-Willem de Vries te snel vrij. Lucas van Waveren was zijn enige kind aan de kindermoordenaar verloren, Gabriëlle-Brigitte. Ze werd verkracht en gewurgd in de Leie gevonden. Lucas begreep dat de moordenaar gestoord was en nooit zou herstellen van zijn afwijking. Hij besloot zijn pijlen op de wetsdienaren te richten en schreef de verantwoordelijk rechter een anonieme brief. Na de dood van zijn echtgenote radicaliseerde hij en vermoordde achtereenvolgens de rechter, de officier van justitie en de minister. De psychiater werd net op tijd gered. De atropine had hij ooit in beslag genomen bij een verdachte. De wijn maakte hij zelf volgens het recept van de middeleeuwse Sint-Jansminnedronk, die een verdachte destijds kreeg voor zijn terechtstelling. Nadat de gasten vertrokken zijn hoopt mevrouw De Cock op een milde rechter voor Lucas. De Cock is overtuigd van het tegendeel. Het fundament van de rechtsstaat is aangetast. Desgevraagd zegt hij dat zijn onjuiste mededeling over een direct vertrek van de psychiater naar de Verenigde Staten, Lucas wederom naar Amsterdam lokte.

## Voetnoten
1. ↑  Grapje van de auteur, een verwijzing naar de toenmalige minister Winnie Sorgdrager
2. ↑   Zie voor een eerder optreden: De Cock en het masker van de dood
3. ↑  Welke commissie overigens de Amsterdamse politie volledig vrijsprak!